# 阳山站
阳山站是位于吉林省白城市阳山村的一个铁路车站，邮政编码137007。车站建于1972年，有平齐铁路经过该站，现不办理客货运业务，车站及其上下行区间均未电气化。车站距离四平站347公里，隶属沈阳铁路局白城车务段，是五等站。